# Islam Karimov
Islam Abduganijevitj Karimov (russisk: Ислам Абдуганиевич Каримов, tr. Islam Abduganijevitj Karimov; født 30. januar 1938 i Samarkand, Usbekiske SSR, Sovjetunionen, død 2. september 2016, Tasjkent, Usbekistan) var Usbekistans præsident siden 1991 til sin død. Han var første præsident i landet efter løsrivelsen fra Sovjetunionen.

## Liv og karriere
Karimov voksede op i Sovjetunionen på et hjem for forældreløse børn. Efter at have læst til ingeniør og økonom i Tasjkent blev han medlem af Sovjetunionens kommunistiske parti og blev partiets højeste repræsentant i Usbekistan i 1989. I 1990 blev han præsident for den dengang sovjetiske republik Usbekistan, hvilket indebar, at han også blev dens leder op til selvstændigheden i august 1991. 29. december samme år vandt han den selvstændige republiks første præsidentvalg med 86 % af stemmerne. 
Valget blev ikke anerkendt af omverdenen, der kritiserede valgkampen for at have været unfair, ligesom det blev påpeget at der blev snydt med optællingen af stemmerne. Uafhængige valgobservatører i Usbekistan anmeldte ved flere tilfælde uregelmæssigheder i forbindelse med valghandlinger i landet, ligesom det internationale samfund flere gange fremførte skarp kritik mod Karimovs manglende respekt for menneskerettigheder og trykkefrihed. Kritikken kom blandt andet fra Human Rights Watch. 
Karimov slog hårdt ned på al politisk opposition i landet, idet han konsekvent omtalte den som "islamisk ekstremisme". Han beordrede lederne af oppositionen fængslet eller sendt i eksil. Karimov forlængede flere gange sin egen embedsperiode som præsident, selv om det er i strid med landets forfatning, bl.a. ved en folkeafstemning i 1995. I januar 2000 blev der afholdt præsidentvalg, hvor Karimov fik over 90 % af stemmerne. Selv hans modkandidat sagde offentligt, at han havde stemt på Karimov. Som følge af en folkeafstemning i 2002 blev præsidentens embedsperiode forlænget fra fem til syv år. Ved præsidentvalget afholdt 23. december 2007 fik Karimov 88,1 % af stemmerne. Ved det seneste præsidentvalg i 2015 genvandt Islam Karimov igen posten med 90,39 % af stemmerne.
Privat var Karimov gift og har to døtre.

## Æresbevisninger
Islam Karimov blev den 1. oktober 2008 Kommandør af Storkorset af Trestjerneordenen.